# Christie Front Drive

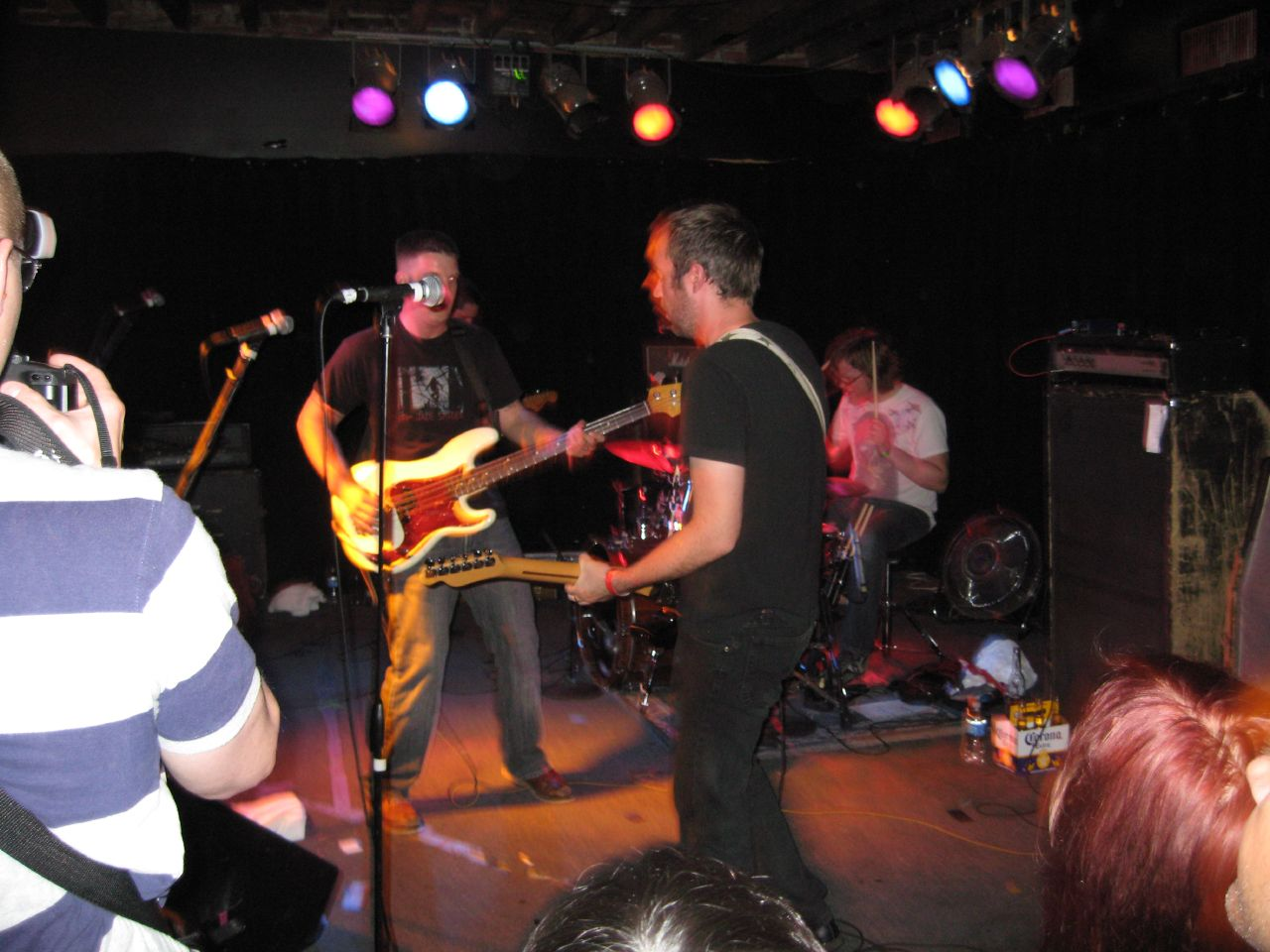
Christie Front Drive tocando en un show en Denver, CO (1 de septiembre de 2007)

Christie Front Drive fue una banda de emo y rock alternativo formada en 1993 en Denver, Colorado. Formada por Ron Marschall (batería), Jason Begin (guitarra), Kerry McDonald (bajo) y Eric Richter (vocalista y guitarra), la banda se disolvió en 1996 tras dos álbumes y cinco EP.

## Historia
Christie Front Drive fue formada durante el otoño de 1993 en Denver, Colorado. Surgió en pleno auge de la música emo que sacudió el oeste de los Estados Unidos a comienzos de la década de los años 1990, de la mano de, principalmente, Sunny Day Real Estate, a los que siguieron bandas como Jimmy Eat World, Mineral, Jejune, The Get Up Kids o The Promise Ring, y que sirvieron de base a muchos de los grupos que hoy en día forman parte de una nueva vertiene de música emo.
En 1995 lanzaron su primer álbum, un recopilatorio que recogía algunas de las canciones que la banda había lanzado en diversos splits, como el compartido con Jimmy Eat World en 1995. El álbum, autotitulado Christie Front Drive aunque más conocido como Anthology, fue lanzado por el sello independiente Caulfield Records. Dos años más tarde, en 1997, y bajo el mismo sello, la banda lanzó Stereo, su segundo y último álbum.
Pusieron fin a su carrera en mayo de 1996 tras la grabación de Stereo, solo tres años después de su formación. Pese a su corta carrera musical, la influencia de Christie Front Drive fue notable en bandas posteriores de la escena emo y alternativa. El 1 de septiembre de 2007 realizaron un único concierto en Denver como parte del festival local DenverFest III. En 2010, el sello independiente Magic Bullet Records relanzó el material grabado de Christie Front Drive debido a que los álbumes estaban ya fuera del mercado y los sellos que los distribuyeron en su día han desaparecido.

## Integrantes
- Eric Richter - guitarra y cantante
- Jason Begin - guitarra
- Kerry McDonald - bajo
- Ron Marschall - batería

## Discografía
Álbumes
- Christie Front Drive - Caulfield Records (1995)
- Stereo - Caulfield Records (1997)

EP
- Christie Front Drive (12") - Freewill Records (1994)
- Christie Front Drive (7") - Freewill Records (1994)
- Christie Front Drive / Sineater split (7") - Hellkite Records (1995)
- Christie Front Drive / Jimmy Eat World split (7") - Wooden Blue Records (1995)
- Christie Front Drive / Boys Life split - Crank! Records (1995)